# Giorgio Zini
Giorgio Zini (Livigno, 11 agosto 1967) è un ex sciatore freestyle italiano.

## Biografia
Nato a Livigno, in provincia di Sondrio, nel 1967, è fratello dell'ex sciatrice alpina Daniela Zini, bronzo mondiale nello slalom speciale a Schladming 1982 e partecipante ai Giochi olimpici di Lake Placid 1980 e Sarajevo 1984.
A 24 anni ha partecipato alle Olimpiadi di Albertville 1992, nelle quali il freestyle faceva il suo esordio olimpico, nella gara di gobbe, concludendo le qualificazioni al 43º posto, con 9.47 punti, non riuscendo ad arrivare in finale, alla quale accedevano i primi 16.
Di professione dottore commercialista, dopo il ritiro si è occupato anche della promozione turistica del suo paese natale.
È sposato e padre di due figli.